# Sürmelikoç (Yayladere)
Sürmelikoç (kurdisch: Çemêzêynê) ist ein  Dorf im Landkreis Yayladere der türkischen Provinz Bingöl. Sürmelikoç liegt in Ostanatolien. Die Ortschaft befindet sich auf 1000 m über dem Meeresspiegel an einem Südhang am Ufer des Flusses Peri Çayı unterhalb der Özlüce-Talsperre. Die Entfernung zur Kreisstadt Yayladere beträgt 27 km. Das Dorf verfügt über eine Moschee sowie eine Hängebrücke, welche über den Fluss führt.
Der ursprüngliche Name lautete Çemizeyni. In dieser Form ist das Dorf auch im Grundbuch verzeichnet. Die Umbenennung zum heutigen Namen erfolgte 1967.
1980 lebten in Sürmelikoç 296 Menschen. Aus wirtschaftlichen Gründen aber auch aufgrund der Repressionen jener Zeit verließen in den 1980er Jahren zahlreiche Bewohner das Dorf. Im Jahre 1990 wurden 169 Einwohner gezählt. Der Ort hatte im Jahre 2010 noch 64 Einwohner.